# Suzanne Spaak
Suzanne Augustine Spaak, nata Lorge (Bruxelles, 6 luglio 1905 – Fresnes, 12 agosto 1944), è stata una partigiana belga, riconosciuta da Yad Vashem come giusta tra le nazioni per l'impegno da lei dimostrato nel salvare centinaia di giovani ebrei durante l'Olocausto.

## Biografia
Suzanne Lorge nacque nel 1905 a Bruxelles in una ricca famiglia di banchieri, figlia di Louis Lorge (1864-1937) e Jeanne Bourson (1872-1971).
Nel 1925 si sposò con il drammaturgo Claude Spaak (1904-1990), fratello dello sceneggiatore Charles Spaak e del più volte primo ministro del Belgio Paul-Henri Spaak. Nel 1936 si trasferì a Parigi con il marito e i due figli al numero nove di 9, rue de Beaujolais. Aveva un cuore di militante e sosteneva i repubblicani spagnoli. Il suo stile di vita, all'insegna del lusso e del prestigio, cambiò drasticamente con lo scoppio della seconda guerra mondiale e la successiva occupazione della Francia da parte della Germania nazista.
Assolutamente contraria alla brutalità e all'intolleranza razziale dei nazisti, Suzanne si unì ad un gruppo clandestino di resistenza, il Movimento nazionale contro il razzismo, impegnandosi attivamente per liberare la Francia e il Belgio dai loro oppressori. Si unì anche alla rete d'intelligence dell'Orchestra Rossa, un'organizzazione sponsorizzata dai sovietici e fondata dall'ebreo polacco Leopold Trepper. Il suo appartamento divenne un luogo d'incontro per la resistenza.
Spaak lavorò ostinatamente per salvare le vite dei bambini ebrei che rischiavano la deportazione nei campi di sterminio tedeschi. All'inizio del 1943, fece parte di un gruppo di persone che salvò 163 bambini che stavano per essere deportati dai centri dell'Union Generale des Israelites de France (UGIF). Rischiando la sua vita e quella della sua famiglia, nascose alcuni dei bambini nella sua stessa casa, fornendo loro indumenti e tessere annonarie e provvedendo a trasportarli in varie parti della Francia per mantenerli al sicuro.
In Belgio, nella primavera del 1942, i tedeschi rintracciarono i trasmettitori radio dell'Orchestra Rossa e iniziarono ad arrestare i membri del gruppo sovversivo. Nell'ottobre 1943, Suzanne si recò a Bruxelles per affidare i figli alla sorella. Purtroppo i nazisti arrestarono sia lei, che sua cognata, suo cognato e anche la figlia Lucie, detta Pillette, di soli 16 anni. Il figlio Louis, detto Bazou, fu l'unico a sfuggire all'arresto. Suzanne venne portata in Francia e imprigionata nella prigione di Fresnes dove fu anche barbaramente torturata.
Quando gli alleati sbarcarono in Normandia e iniziarono a combattere per liberare Parigi, la Gestapo si preparò a fuggire, ma prima di farlo giustiziò diversi prigionieri, tra cui la Spaak, assassinata il 12 agosto 1944, pochi giorni prima della liberazione della capitale francese. Fu Heinz Pannwitz, soprannominato il Boia di Praga, che la uccise in cella.

## Riconoscimenti
Il 21 aprile 1985, Yad Vashem riconobbe Suzanne Spaak come giusta tra le nazioni per le sue gesta eroiche.